# Малая Сопча
Малая Сопча — упразднённый рабочий посёлок в Мончегорском районе Мурманской области РСФСР. Располагался вблизи города Мончегорск, у подножия горы Сопчуайвенч. Ныне микрорайон «Монча» на юге Мончегорска.

## История
Посёлок Малая Сопча возник в 1935 году как посёлок спецпереселенцев, занимавшихся строительством города Мончегорска, горняков и обогатителей комбината «Североникель».
Указом Президиума Верховного Совета РСФСР 27 августа 1939 года был преобразован в рабочий посёлок в Мончегорском районе Мурманской области, образован Мало-Сопчинский поссовет.
Указом Президиума Верховного Совета РСФСР от 14 августа 1957 года был упразднён. В соответствии с этим Указом Решением Мурманского облисполкома от 5 сентября 1958 года Малая Сопча и другие населённые пункты Мало-Сопчинского поссовета были включены в городскую черту Мончегорска. 
В 1960-х — 1970-х годах все жители были переселены в центральную часть Мончегорска, а большинство строений было снесено.

## Население
В 1938 году в посёлке проживало 236 жителей, в 1941 году — 123 спецпереселенца.

## Инфраструктура
В 1937 году в посёлке был построен бетонный завод.
В 1942—1949 годах в посёлке работала школа фабрично-заводского обучения № 2 (ремесленное училище № 1).